# Emmabuntüs
 (septembre 2023).
Emmabuntüs est une distribution Linux dérivée du système d'exploitation Ubuntu et de Debian. Elle est une des variantes d'Ubuntu construite pour reconditionner les ordinateurs personnels offerts aux Communautés Emmaüs.
Emmabuntüs est un mot-valise composé de Emmaüs et Ubuntu et se prononce Emma-boun-tous, comme Xubuntu se prononce Zou-boun-tou.

## Fonctionnement
Les compagnons d'Emmaüs reçoivent plusieurs tonnes de matériel informatique par an. Une partie est vendue au poids en qualité de DEEE. L'autre partie restante représente du matériel en état de marche et réutilisable, sur lequel est installé un système d'exploitation libre qui contient à la fois les pilotes pour le réseau, le son et l’affichage et une panoplie de logiciels libres pour les usages les plus courants. La procédure d’installation partitionne le disque dur, ce qui rend inaccessibles les données précédemment enregistrées.
Ce reconditionnement et cette vente procurent des ressources aux associations humanitaires, permettent à des personnes disposant de faibles ressources d'acquérir des ordinateurs équipés de logiciels libres, réemploient du matériel informatique et économisent des ressources naturelles de la planète.

## Historique
En janvier 2011, Framasoft publie une interview sur le framablog qui rapporte l'expérience d'un bénévole de l'atelier de reconditionnement d'ordinateurs de la Communauté Emmaüs de Neuilly-Plaisance. Au mois de mai, le prestataire de logiciels libres, Philippe Scoffoni, rapporte les rencontres de ce bénévole avec d'autres porteurs de projet dans un article intitulé « Ocarinabuntüs, une distribution Linux thématique par Emmaüs » et Framasoft publie une fiche de présentation des différentes versions d'Emmabuntüs.
En octobre 2012, l'association Nord Internet Solidaire inclut cette distribution Linux dans sa banque d'expériences. Le mois suivant, une présentation à l'Ubuntu Party de Paris est retranscrite par l'association April.
À la fin août 2014, le magazine Terra Eco souligne qu'Emmabuntüs permet de valoriser une partie des tonnes de matériel informatique donné aux communautés Emmaüs.
En 2015, l'hebdomadaire La Vie et Le Parisien Week-end présentent l'activité du Collectif Emmabuntüs.

## Caractéristiques techniques
Cette distribution Linux peut être installée sans connexion Internet et dans son intégralité. L'ensemble des paquets qui la compose sont présents dans l'image disque, y compris des codecs propriétaires dont l'utilisateur a le choix de l'installation.
La distribution est à même de fonctionner sur des ordinateurs disposant de processeurs du type Pentium 4 ou AMD Athlon XP avec une capacité de mémoire vive (RAM) de 1 024 mégaoctets,.
Des langages de script automatisent certaines étapes de l'installation, telle que la saisie du nom d'utilisateur et l'acquisition d'un mot de passe prédéfinis. Ces scripts offrent des choix d'options pour installer des logiciels libres ou propriétaires (non libres), de désinstaller des langues inutilisées pour diminuer le nombre de mises à jour et/ou ajouter des options à l'environnement du bureau LXDE. Une fonctionnalité de barre des taches ou dock offre une interface graphique adaptée à trois types d'utilisateurs prédéfinis : enfants, grands débutants et tous. Son rôle est de simplifier l'accès aux logiciels.
Pour naviguer sur Internet, des extensions sont intégrés dans le ou les navigateurs pour la protection de la vie privée. Cette distribution Linux dispose de logiciels qui nécessitent une procédure d'installation particulière. À partir de la version de l'Emmabuntüs DE 3, cette suite a été remplacée par LibreOffice des écoles.
Les environnements de bureau sont Xfce et LXQt avec Cairo-Dock. Plusieurs applications pour une même tâche sont installées,.
Une documentation sous forme de Wiki et un manuel des premiers pas sont intégrés dans la distribution.

### Versions

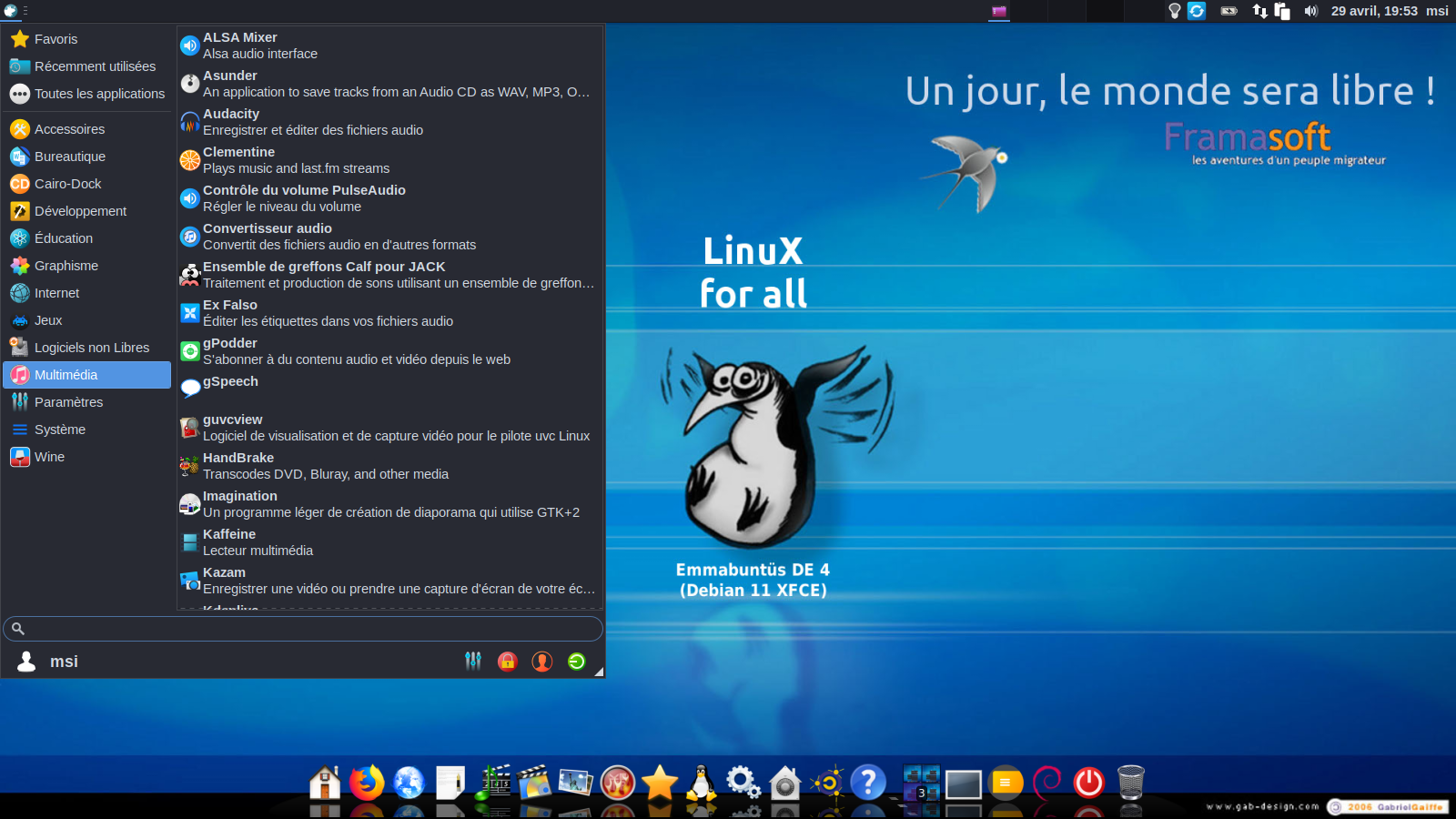
Emmabuntüs DE4 sous Bullseye et Xfce (version Alpha)

Légende :
- Version obsolète
- Ancienne version, toujours maintenue
- Version actuelle

| Nom                   | Base                   | Date              | Taille en Go | Environnement de bureau | Processeur / architecture              |
| --------------------- | ---------------------- | ----------------- | ------------ | ----------------------- | -------------------------------------- |
| Ocarinabuntüs         | Ubuntu 10.04 LTS       | 10 mai 2011       | 3,3          | GNOME                   | i386 (32 bits)                         |
| Lemmabuntüs Equitable | Lubuntu 10.04 LTS      | 10 mars 2012      | 1,6          | LXDE                    | i386 (32 bits)                         |
| Emmabuntüs Equitable  | Ubuntu 10.04 LTS       | 28 avril 2012     | 2,7          | GNOME                   | i386 (32 bits)                         |
| Emmabuntüs 2          | Xubuntu 12.04 LTS      | 18 décembre 2014  | 3,5          | Xfce ou LXDE            | i686 (32 bits) ou AMD64 (64 bits)      |
| Emmabuntüs 3          | Xubuntu 14.04 LTS      | 12 octobre 2015   | 3,8          | Xfce ou LXDE            | i686 (32 bits) ou AMD64 (64 bits)      |
| Emmabuntüs DE         | Debian 8 (Jessie)      | 20 juin 2016      | 3,6          | Xfce ou LXDE            | i586/i686 (32 bits) ou AMD64 (64 bits) |
| Emmabuntüs DE 2       | Debian 9 (Strech)      | 29 janvier 2018   | 3,5          | Xfce ou LXDE            | i686 (32 bits) ou AMD64 (64 bits)      |
| Emmabuntüs DE 3       | Debian 10 (Buster)     | 16 septembre 2019 | 3,0          | Xfce ou LXDE            | i686 (32 bits) ou AMD64 (64 bits)      |
| Emmabuntüs DE 4       | Debian 11 (Bullseye)   | 27 avril 2020     | 3,2          | Xfce ou LXQt            | i686 (32 bits) ou AMD64 (64 bits)      |
| Emmabuntüs DE 5,      | Debian 12.1 (Bookworm) | 29 août 2023      | 3,7          | Xfce ou LXQt            | i686 (32 bits) ou AMD64 (64 bits)      |

## Travaux collaboratifs

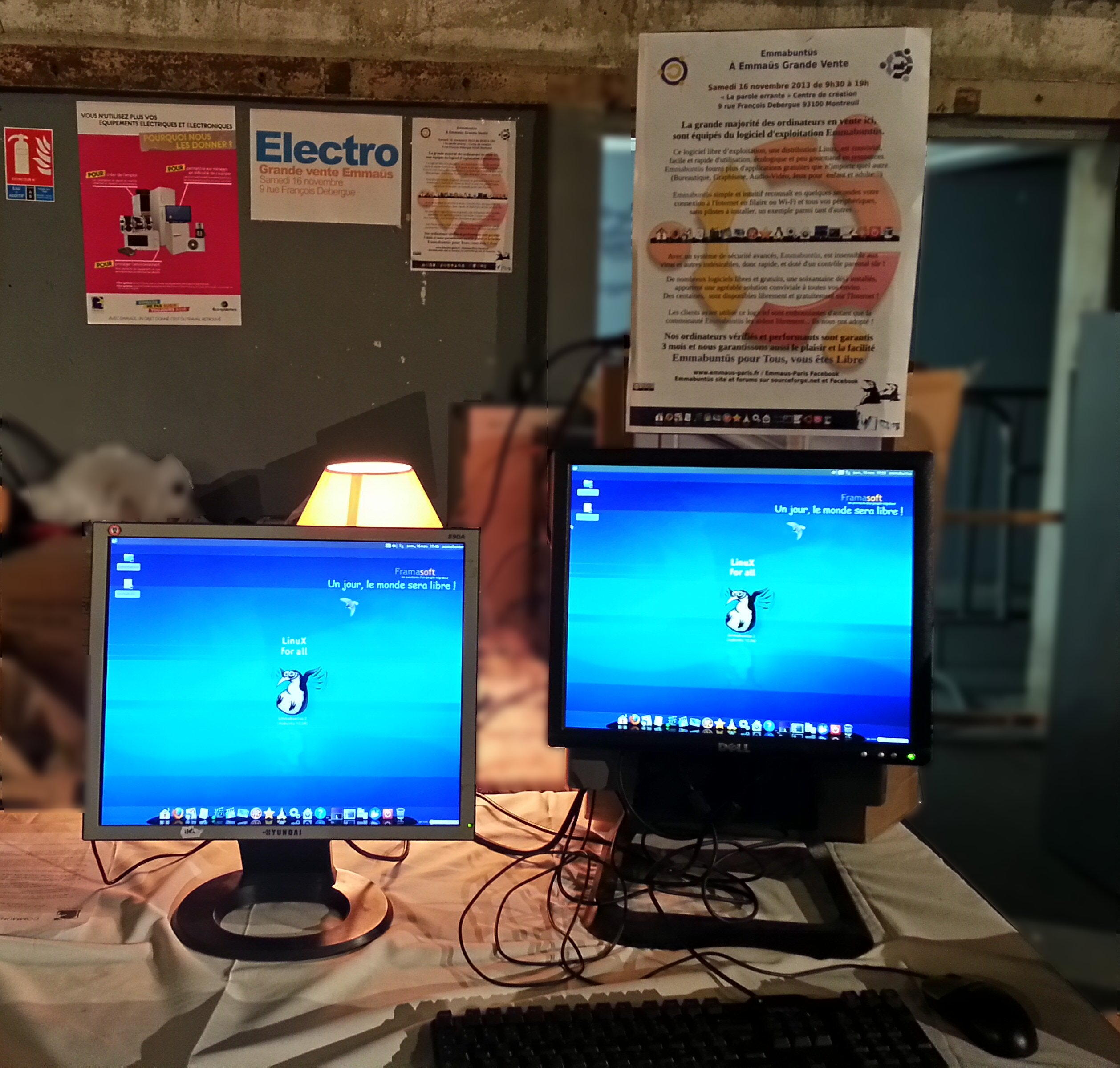
Vente d'ordinateurs sous Emmabuntüs à Emmaüs Paris

### Collaboration avec Jerry, Do-It-Together
Depuis l'évènement Open Bidouille camp du 22 septembre 2012, le collectif Emmabuntüs collabore avec les porteurs du projet Jerry Do-It-Together. Cet ordinateur assemblé dans un bidon en plastique avec des composants informatiques de récupération est devenu le compagnon hardware de la distribution Emmabuntüs pendant les salons informatiques libres.
Ils sont aussi associés pour lutter contre la tuberculose avec le projet JerryTub.
Le Jerry@agora du centre social de Beaulieu à Saint-Étienne est utilisé pour le centre de loisirs et l'alphabétisation avec Emmabuntüs.

Le BloLab au Bénin afin de démocratiser la technologie et le numérique a mis en place des ateliers mobiles de réalisation de Jerrys sous Emmabuntüs,.  

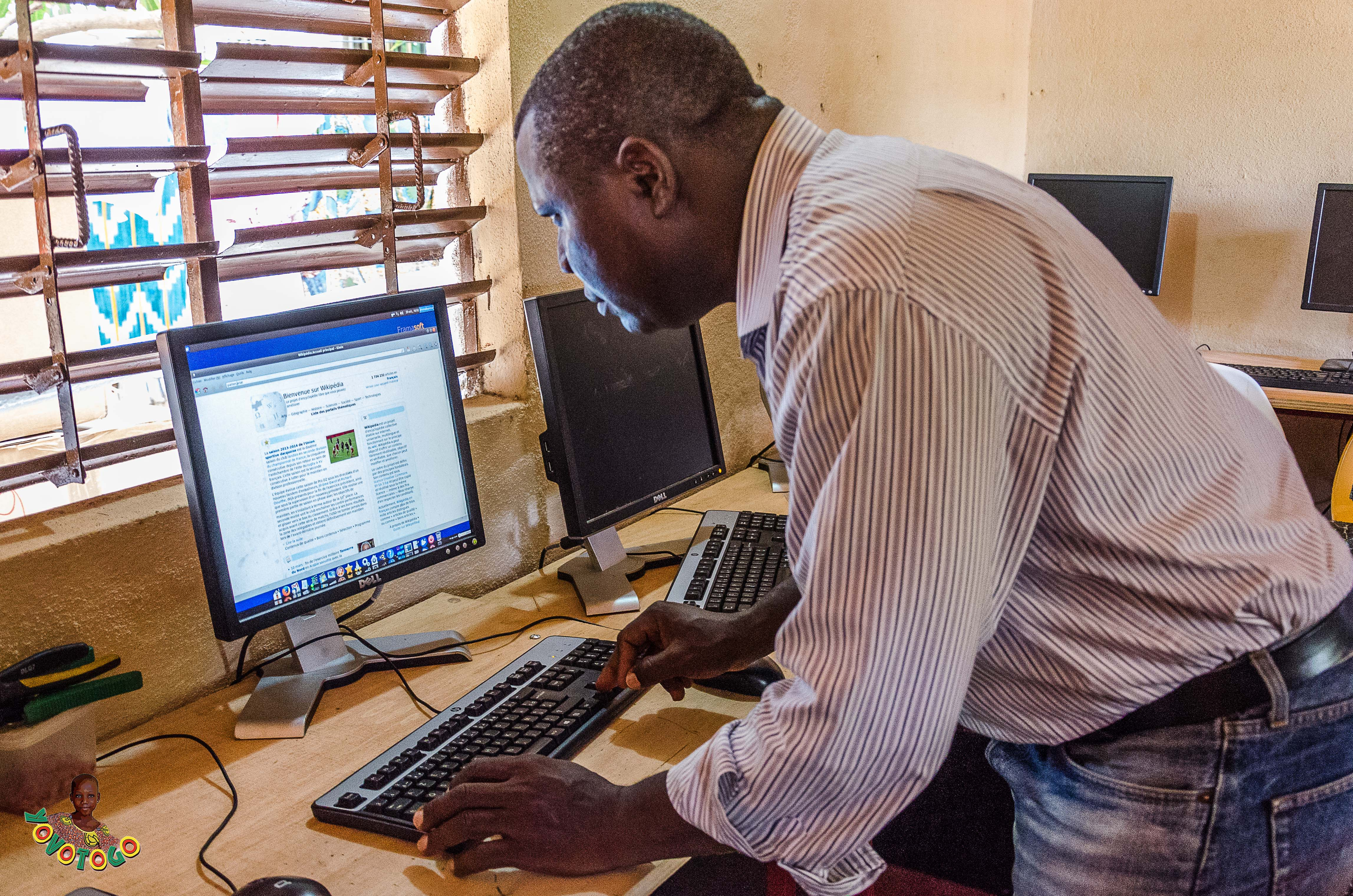
Wikipédia francophone hors-connexion dans la salle multimédia de JUMP Lab'Orione.

Depuis 2016, Emmabuntüs contribue avec l'association YovoTogo pour l'équipement numérique des écoles, associations et services publics dans la Région des Savanes au Togo, particulièrement à Bombouaka, Dapaong, Nano, Namoudjoga, Nayéga et Tandjouaré.
En 2017, les nouveaux ordinateurs sont destinés aux enfants du Centre de Formation Professionnelle et Sociale Nogbedji (Cfps-n) à Mango.